# تعامل انسان و اطلاعات
تعامل انسان و اطلاعات (به انگلیسی: Human-Information Interaction) یک حوزه پژوهشی مسئله محور چندرشته‌ایست که به مطالعه تعامل میان انسان و اطلاعات (با شکل‌ها و اهداف مختلفش) می‌پردازد. به عبارت دیگر این حوزه به جای بررسی تعامل انسان و تکنولوژی (یعنی حوزه تعامل انسان و رایانه و تعامل انسان و ماشین) یا بررسی تعامل انسان و کارگزاران اطلاعاتی (یعنی حوزه کتابداری)، به بررسی تعامل میان اطلاعات و افراد می‌پردازد. اصطلاح انگلیسی تعامل انسان و اطلاعات نخستین بار توسط ناهوم گرشون (Nahum Gershon) در ۱۹۹۵ برای دلالت بر «چگونگی پردازش اطلاعات، پیوند یافتن با اطلاعات و پردازش اطلاعات توسط انسان صرف نظر از رسانه‌ای که انسان و اطلاعات را به هم پیوند می‌دهد» به کار رفت.
پژوهشگران رشته‌های مختلفی در زمینه تعامل انسان و اطلاعات پژوهش می‌کنند از جمله حوزه‌های مهندسی رایانه، روانشناسی، انفورماتیک اجتماعی، مردم‌شناسی، علم اطلاعات و دانش‌شناسی، و ارتباطات. در عین حال حوزه علم اطلاعات و دانش‌شناسی یا علوم کتابداری و اطلاع‌رسانی در این زمینه فعال‌تر از سایر حوزه‌ها بوده است..
اگر چه حوزه تعامل انسان و اطلاعات به حوزه رفتار اطلاعاتی (یا رفتار اطلاع‌یابی) نزدیک است اما تمایز میان این دو آن است که رفتار حکایت از یک چیز بیرونی قابل مشاهده دارد اما تعامل لزوماً یک تجلی بیرونی قابل مشاهده نیست. زمانی که از رفتارهای اطلاعاتی صحبت می‌شود بیشتر منظور چیزهای بیرونی قابل مشاهده از کنش‌های افراد است. حوزه تعامل انسان و اطلاعات مرزهای بازتر و گسترده‌تری دارد و به اختصار می‌توان گفت که رفتار اطلاعاتی یک بخشی از تعامل انسان و اطلاعات است.  تأکید تعامل انسان و اطلاعات بر واسط‌های کاربری تعاملی و روش‌های کاربر-محور طراحی نظام‌های اطلاعاتی و حساسیت عمیق‌تر بر رفتار اطلاعاتی دینامیک و چندمجرایی کارکنان دانشسی قرن حاضر است. یکی از رویکردهای پژوهشی خاص این حوزه، «تحلیل کار شناختی» است که توسط رایا فیدل در کتابش پیشنهاد و تشریح شده است.
نشریه‌ای با نام تعامل انسان و اطلاعات به صورت فصلنامه توسط گروه علم اطلاعات و دانش‌شناسی دانشگاه خوارزمی منتشر می‌شود و همایشی ملی نیز با نام همایش ملی تعامل انسان و اطلاعات در تاریخ ۷ آبان ۱۳۹۳ در دانشگاه خوارزمی برگزار شد. نخستین همایش بین‌المللی این حوزه نیز در مارس ۲۰۱۶ در کارولینای شمالی و دومین آن در سال ۲۰۱۷ در اسلو پایتخت نروژ برگزار خواهد شد.